# Лукас Гойсберг
Лу́кас Го́йсберг (дан. Lucas Høgsberg; нар. 23 червня 2006, Фарум) — данський футболіст, захисник французького клубу «Страсбур» і  збірної Данії.

## Клубна кар'єра

### «Норшелланн»
Вихованець академії «Норшелланна», в системі якої почав займатися з трьох років. 5 квітня 2023 року дебютував в основному складі «Норшелланна» в матчі Кубка Данії проти «Орхус Фремада». 19 травня 2023 року офіційно переведений до першої команди. 22 травня того ж року в поєдинку проти «Раннерс» дебютував у данській Суперлізі.
13 серпня 2024 року продовжив контракт з клубом до літа 2028 року.

### «Страсбур»
9 серпня 2025 року перейшов у французький «Страсбур», підписавши п'ятирічний контракт. Сума трансферу становила 15 млн євро, що стало найдорожчим продажем центрального захисника в історії данської Суперліги. 17 серпня дебютував за нову команду в матчі Ліги 1 проти «Меца», вийшовши в стартовому складі.

## Кар'єра в збірній
Виступав за збірні Данії до 16, до 17 і до 19 років. В липні 2024 року в складі збірної до 19 років виступав на юнацькому чемпіонаті Європи в Північній Ірландії. На турнірі провів усі 3 матчі групового етапу, де данці у підсумку посіли останнє місце.
11 березня 2025 року вперше викликаний до збірної Данії головним тренером Браяном Рімером для участі в матчах плей-оф Ліги націй УЄФА проти збірної Португалії. 7 червня 2025 року дебютував за збірну Данії в товариському матчі проти збірної Північної Ірдандії, вийшовши на в стартовому складі.

## Статистика виступів

### Клубна статистика
Станом на 17 серпня 2025 
| Клуб              | Сезон             | Чемпіонат         | Чемпіонат | Чемпіонат | Кубок | Кубок | Єврокубки | Єврокубки | Інші  | Інші | Всього | Всього | Всього |
| Клуб              | Сезон             | Дивізіон          | Матчі     | Голи      | Матчі | Голи  | Матчі     | Голи      | Матчі | Голи | Матчі  | Голи   |        |
| ----------------- | ----------------- | ----------------- | --------- | --------- | ----- | ----- | --------- | --------- | ----- | ---- | ------ | ------ | ------ |
| Норшелланн        | 2022–23           | Суперліга         | 1         | 0         | 1     | 0     | 0         | 0         | —     | —    | 2      | 0      |        |
| Норшелланн        | 2023–24           | Суперліга         | 0         | 0         | 1     | 0     | 0         | 0         | —     | —    | 1      | 0      |        |
| Норшелланн        | 2024–25           | Суперліга         | 28        | 0         | 2     | 0     | 0         | 0         | —     | —    | 30     | 0      |        |
| Норшелланн        | 2025–26           | Суперліга         | 3         | 0         | 0     | 0     | 0         | 0         | —     | —    | 3      | 0      |        |
| Норшелланн        | Всього            | Всього            | 32        | 0         | 4     | 0     | 0         | 0         | 0     | 0    | 36     | 0      |        |
| Страсбур          | 2025–26           | Ліга 1            | 1         | 0         | 0     | 0     | 0         | 0         | —     | —    | 1      | 0      |        |
| Всього за кар'єру | Всього за кар'єру | Всього за кар'єру | 33        | 0         | 4     | 0     | 0         | 0         | 0     | 0    | 37     | 0      |        |

### Міжнародна статистика
Станом на 10 червня 2025 
| Збірна            | Сезон             | Товариські | Товариські | Офіційні | Офіційні | Всього | Всього |
| Збірна            | Сезон             | Матчі      | Голи       | Матчі    | Голи     | Матчі  | Голи   |
| ----------------- | ----------------- | ---------- | ---------- | -------- | -------- | ------ | ------ |
| Данія             |                   |            |            |          |          |        |        |
| 2025              | 2                 | 0          | 0          | 0        | 2        | 0      |        |
| Всього за кар'єру | Всього за кар'єру | 2          | 0          | 0        | 0        | 2      | 0      |

### Матчі за збірну
Станом на 10 червня 2025 
| Матчі Лукаса Гойсберга за збірну Данії | Матчі Лукаса Гойсберга за збірну Данії | Матчі Лукаса Гойсберга за збірну Данії | Матчі Лукаса Гойсберга за збірну Данії | Матчі Лукаса Гойсберга за збірну Данії | Матчі Лукаса Гойсберга за збірну Данії | Матчі Лукаса Гойсберга за збірну Данії | Матчі Лукаса Гойсберга за збірну Данії |
| №                                      | Дата                                   | Суперник                               | Рахунок                                | Голи                                   | Картки                                 | Хвилини                                | Змагання                               |
| -------------------------------------- | -------------------------------------- | -------------------------------------- | -------------------------------------- | -------------------------------------- | -------------------------------------- | -------------------------------------- | -------------------------------------- |
| 1                                      | 7 червня 2025                          | Північна Ірландія                      | 2–1                                    |                                        |                                        | 90'                                    | Товариський матч                       |
| 2                                      | 10 червня 2025                         | Литва                                  | 5–0                                    |                                        |                                        | 45'                                    | Товариський матч                       |

Всього: 2 матчі / 0 голів; 2 перемоги, 0 нічиїх, 0 поразок.